# الجامعة المجرية للفنون الجميلة
الجامعة المجرية للفنون الجميلة (المجرية: Magyar Képzőművészeti Egyetem، MKE) هي المدرسة المركزية للفنون المجرية في بودابست، تقعُ شارع أندراسي. تأسست عام 1871 باسم المدرسة الملكية المجرية للرسم (بالمجريّة: Magyar Királyi Mintarajztanoda) وأُطلق عليها اسم جامعة الفنون الجميلة منذ عام 2001.

## تاريخ
حتى منتصف القرن التاسع عشر، كان الفنانون المجريون يتعلمون الفنون الجميلة في أكاديميات أوروبا الغربية. تأسست الجمعية الوطنية للفنون الجميلة المجرية (بالمجريّة: Országos Magyar Képzőművészeti Társulat) في عام 1861 وبدأت في إنشاء مدرسة مجرية للفنون الجميلة. بسبب هذه الحركة، تم افتتاح المدرسة الملكية الهنغارية للرسم وكلية معلمي الفنون (بالمجريّة: Magyar Királyi Mintarajztanoda és Rajztanárképezde) في عام 1871. تم بناء المبنى الحالي للجامعة في عام 1877، والذي صممه ألاخوس روسشر وأدولف لانغ.
في العقود اللاحقة، طورت المدرسة برامج لتدريب ليس فقط الرسامين والنحاتين، ولكن الفنانين الحرفيين، والفسيفساء - وصانعي الجوبلين، ومصممي المسرح، ومصممي الأزياء، والمرممون. قام العديد من الفنانين المجريين البارزين بالتدريس هناك، بما في ذلك الرسامون كارولي فيرينزي، ويانوس فاسزاري، وفيكتور أولغاي، وروبرت بيريني، وأوريل بيرنات، وجينو باركساي، ومارتا لاكزا ؛ النحات بني فيرينزي وغيره من الفنانين البارزين.

### الرؤساء من عام 1871

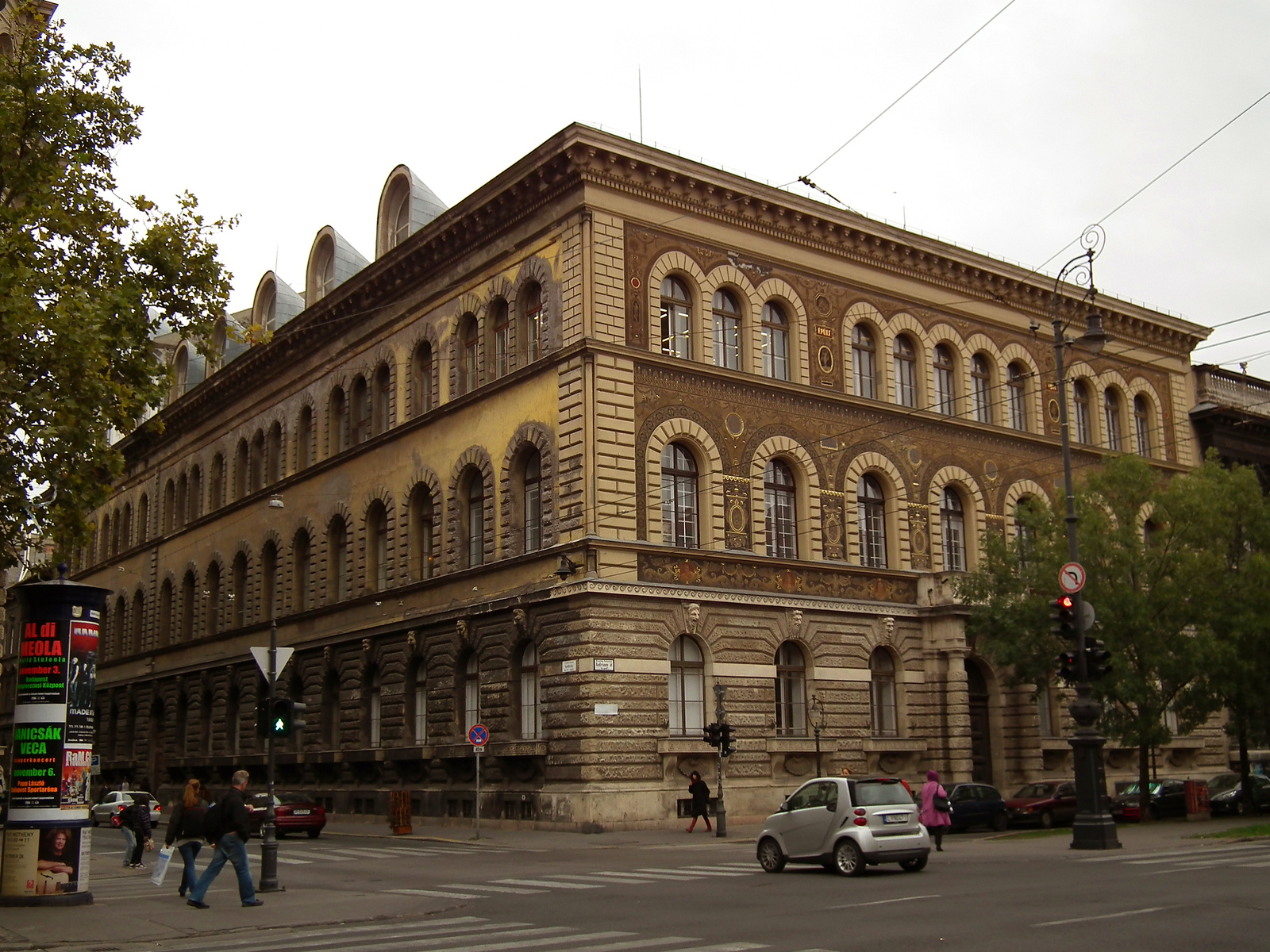
منظر لمبنى الجامعة عام 2011

| - 1871–1902: جوستاف كيليتي، رسام - 1902–1905: برتالان سيكيلي، رسام - 1905-1920: بال زينيي ميرس، رسام - 1921-1923: مؤرخة الفن كارولي ليكا - 1923-1925: استفان كسوك، رسام - 1925-1927: أوسكار غلاتز، رسام - 1927-1931: استفان ريتي، رسام - 1931-1932: كارولي أندريتي، مهندس معماري - 1932-1935: استفان ريتي، رسام - 1935-1937: أوغست بينخارد، رسام - 1937-1939: أنتال ماير، فنان حرفي - 1939-1940: جيولا رودني، رسامة - 1940: Dezs Pilch، رسام - 1940-1941: نحات فيرينك سيدلو - 1941-1943: Dezs Pilch، رسام | - 1943: لازلو كاندو، رسام - 1943-1945: جيني بوري، مهندس معماري ونحات - 1945: لاجوس فارجا ناندور، رسام، رسام - 1945-1947: لازلو كاندو، رسام - 1947-1949: نحات بال باتزاي - 1949-1956: ساندور بورتنييك، رسام، رسام - 1956-1973: إندري دومانوفسكي، رسام - 1973-1985: نحات جوزيف سوموجي - 1985-1989: استفان كيس، نحات - 1990-1995: لاجوس سفابي، رسام - 1995-2002: أرباد زابادوس، رسام - 2002-2005: أودام فركاس - 2005-2013: فريجيس كونيغ، رسام - 2013-2016: تيبور سومورجاي كيس، رسم - منذ عام 2016: جوديت كسانادي، مصممة مسرح |

## البنايات
- الجامعة المجرية للفنون الجميلة ( المجر، بودابست، 1062 أندراسي t 69–71.) مع قاعة باركساي.
- حديقة الفراولة (بودابست، 1063 كميتي 26–28. )
- فستزي هاوس (بودكاست، 1063، بازجا u. 39)
- مستعمرة سوموجي جوزيف ( تثاني، 8237 ماجور u. 63. )

## الإدارات
- برنامج في نظرية الفنون الجميلة
- برنامج التربية المرئية
- برنامج السينوغرافيا
- برنامج إنترميديا
- برنامج الحفظ
- برنامج تصميم الجرافيك
- برنامج الطباعة
- برنامج النحت
- برنامج الرسم
- برنامج الدكتوراه

## مشاهير
- 1879-1959 جيني بوري
- 1934-2008: يانوس ميجور، فنان جرافيك
- 1946: أورشي دروزديك، فنانة نسوية

## المعارض
قاعة باركساي (Barcsay-terem) هو أكبر معرض لعرض الأعمال الفنية للطلاب والأجانب. لكنك ستجد أربعة أماكن أخرى أصغر لعرض الأعمال الفنية.

## روابط خارجية
- Magyar Képzõmûvészeti Egyetem. "MKE". mke.hu. مؤرشف من الأصل في 2024-12-04. اطلع عليه بتاريخ 2016-12-23.
- "Magyar Képzőművészeti Egyetem | Facebook". facebook.com. اطلع عليه بتاريخ 2016-12-23.
- Nyíry Géza. "Best of Diploma 2014". bestofdiploma.hu. مؤرشف من الأصل في 2011-11-02. اطلع عليه بتاريخ 2016-12-23.